# Гельтерсберг
Гельтерсберг (нім. Heltersberg) — громада в Німеччині, розташована в землі Рейнланд-Пфальц. Входить до складу району Південно-Західний Пфальц. Складова частина об'єднання громад Вальдфішбах-Бургальбен.
Площа — 28,15 км2. Населення становить 2021 ос. (станом на 31 грудня 2020).

## Галерея

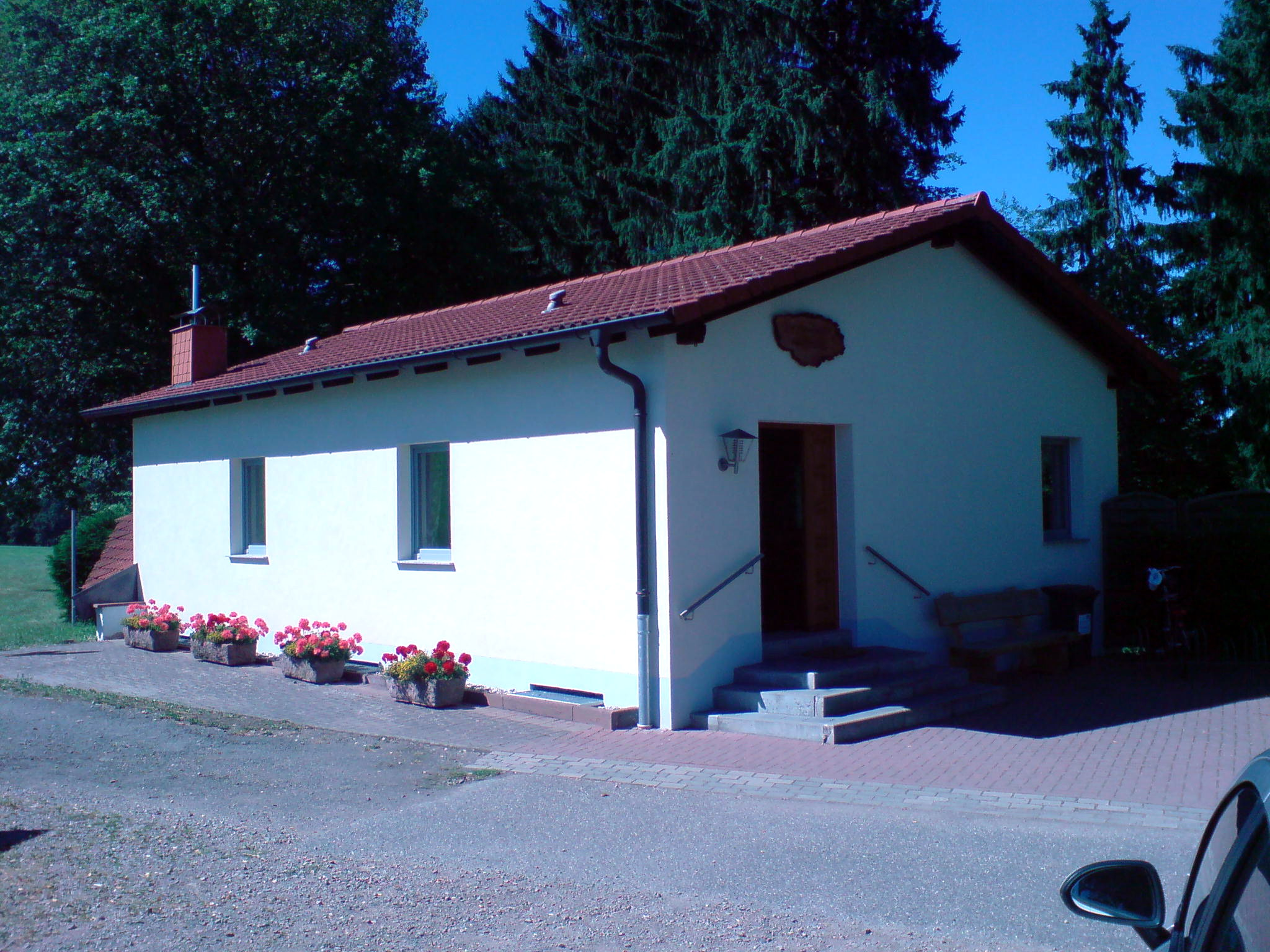